# Just a Touch of Love
A Just a Touch of Love című dal az amerikai C+C Music Factory 4. és egyben utolsó kimásolt kislemeze a Gonna Make You Sweat című 1990-ben megjelent stúdióalbumról. A dalban Zelma Davis énekel. A dal szintén slágerlistás helyezés volt az amerikai Billboard dance listáján, valamint egyéb más slágerlistára is felkerült, úgy mint a Billboard Hot 100-as listára, ahol 50. helyezést ért el. Az amerikai soul kislemez listán a 83. helyet sikerült megszereznie.
A dal hallható volt az 1992-ben megjelent Apáca show című filmben is.

## Megjelenések
CD Maxi-Single  Európa Columbia – COL 657524 2
1. Just A Touch Of Love (Everyday) (Radio Mix) 4:00
2. Just A Touch Of Love (Everyday) (The C&C Garage Mix) 6:03
3. Just A Touch Of Love (Everyday) (The Standard House Mix) 6:53
4. Just A Touch Of Love (Everyday) (The C&C Garage Dub Mix) 5:51

## Slágerlista
| Slágerlista (1991)                   | Legjobb helyezések |
| ------------------------------------ | ------------------ |
| US Billboard Hot 100                 | 50                 |
| US Billboard Hot Dance Club Play     | 1                  |
| US Billboard Hot R&B/Hip-Hop Singles | 83                 |

## Felhasznált zenei alapok
A dalhoz az alábbi zenei alapokat használták fel: 
- Exodus - Together Forever (1982)
- Peech Boys - Don't Make Me Wait (Special Version) (1982)[7]